# Pseudoplatystoma pardalis
 Pseudoplatystoma pardalis és una espècie de peix de la família dels pimelòdids i de l'ordre dels siluriformes. Pertany al gènere Pseudoplatystoma, descrit per Pieter Bleeker a mitjan segle xix.